# 令和ネット論
『令和ネット論』（れいわネットろん）は、NHK Eテレにて2022年から放送されている特別番組のシリーズ。

## 概要
2019年に放送された日本のインターネット文化を振り返る特別番組『平成ネット史（仮）』のスタッフによる新番組として、2022年2月に制作を発表。令和の日本に押し寄せるデジタルの波を読み解くためのキーワードを解説する。

## 出演者
- 司会：伊沢拓司
- 解説：尾原和啓
- ナレーション：江口拓也（#1-2）、斉藤壮馬（#3-8）

## 放送リスト
| # | テーマ                 | 放送時間                                                                                        | ゲスト                                                                                                |
| - | ---------------------- | ----------------------------------------------------------------------------------------------- | --- |
| 1 | NFT&メタバース         | 2022年 3月20日 0:30 - 1:00 再放送 3月30日 1:30 - 2:00 6月11日 21:30 - 22:00 6月18日 0:30 - 1:00 | - 丹生明里（日向坂46） - 草野絵美 - バーチャル美少女ねむ - 小室哲哉（VTR） - Zombie Zoo Keeper（VTR） |
| 2 | DX                     | 3月20日 1:00 - 1:30 再放送 3月30日 2:00 - 2:30 6月18日 21:30 - 22:00 6月25日 0:30 - 1:00        | - 丹生明里（日向坂46） - 秋元里奈 - 山本康正                                                          |
| 3 | Web3（前編）           | 6月25日 21:30 - 22:00 再放送 7月2日 0:30 - 1:00                                                 | - 松田好花（日向坂46） - 草野絵美 - 慎泰俊                                                            |
| 4 | Web3（後編）           | 7月2日 21:30 - 22:00 再放送 7月9日 0:30 - 1:00                                                  | - 松田好花（日向坂46） - 草野絵美 - 慎泰俊                                                            |
| 5 | 2023年 トレンド大予測  | 2023年 1月4日 22:00 - 22:45 再放送 1月10日 14:30 - 15:15                                        | - ゆうちゃみ - 佐藤航陽 - 森永真弓 - 伊藤穰一（VTR） - imma（VTR）                                    |
| 6 | ChatGPT徹底解説+活用術 | 5月10日 22:00 - 22:30 再放送 5月16日 13:30 - 14:00                                              | - 桜井日奈子 - 水野祐 - 池澤あやか                                                                    |
| 7 | 中国デジタル最新事情   | 8月30日 22:00 - 22:30 再放送 9月5日 13:30 - 14:00                                               | - モモコグミカンパニー - 森川亮 - 陳暁夏代                                                            |
| 8 | 2024年 トレンド大予測  | 2024年 1月3日 22:00 - 22:45 再放送 1月7日 14:30 - 15:15                                         | - 本田望結 - 古川健介 - 大西可奈子 - 小室哲哉（VTR）                                                  |

令和ネット論 10min.
本番組のスピンオフとして、放送内容の一部から10分間のダイジェストを放送する。第1・2回は草野絵美と岡嶋裕史、第3・4回は山本康正が出演。
1. NFTで変わる!アート&エンタメ（2022年3月29日 0:25 - 0:35）
2. NFTと暗号資産（仮想通貨）（2022年3月29日 0:35 - 0:45）
3. 仕事&就活に役立つ!DXの基礎（2022年3月29日 0:45 - 0:55）
4. 明日から挑戦!DXの進め方（2022年3月29日 0:55 - 1:05）

アフタートークライブ
『令和ネット論 アフタートークライブ〜こぼれ話満載!出演者によるSPトーク（仮）〜』として2022年3月31日 21:00よりNHK公式サイト内の配信ページとNHK公式Youtubeチャンネルで伊沢拓司・尾原和啓・バーチャル美少女ねむ・池澤あやかが出演し番組の裏話などのトークを実施。